# 田中京 (音楽評論家)
田中 京（たなか きょう、1951年 - ）は、日本の料理研究家、音楽評論家、音楽家、作家。父は田中角栄元首相。

## 来歴
東京都新宿区出身。田中角栄と神楽坂の芸者・辻和子の長男として生まれる。慶應義塾普通部を経て日本大学豊山高等学校に入学、同校卒業後に日本大学法学部に進学する。
大学卒業後、レコード会社を経て、1996年、銀座7丁目にバー「EARL'S COURT（アールスコート）」を開店（2007年閉店）。
以後は執筆活動や講演を中心に活動。2018年5月23日　田中角栄平和祈念財団を設立した。

## 家族関係
母・辻和子は父・田中角栄の妾であり、二男一女をもうけ、弟・祐と共に認知された（一女まさは夭折）。
異母姉・田中眞紀子は腹違いの兄弟たちがこの世に存在していること自体を快く思っておらず、父・角栄の葬儀の際、彼らの焼香さえも決して許さなかった。
弟・祐は1990年代前半は西武グループに勤務。まもなく独立して企画会社を立ち上げたが失敗に終わっている。1993年に父・角栄が亡くなったあと、遺産をめぐり京を訴えたが敗訴した。2021年現在、練馬区大泉学園に居を移し、生活保護を受けて生活している。独身。

## その他
- レコード会社時代エアロスミスやチープトリックの初来日の仕事をした。
- 一般財団法人田中角栄平和祈念財団を設立し、理事長に就任[3]。

## 著書
- 絆－父・田中角栄の熱い手（2004年、扶桑社）※父の回想録
- 我が父、田中角栄─男の中の男（2016年7月1日、青林堂）